# Euphorbia gulestanica
Euphorbia gulestanica är en törelväxtart som beskrevs av Dieter Podlech. Euphorbia gulestanica ingår i släktet törlar, och familjen törelväxter.
Artens utbredningsområde är Afghanistan. Inga underarter finns listade i Catalogue of Life.